# Tengwar und Certar
Tengwar und Certar (Cirth) sind vom englischen Philologen und Autor J. R. R. Tolkien erfundene Schriftsysteme.  Er hat sie sowohl zum Schreiben verschiedener konstruierter Sprachen aus seiner fiktiven Welt Mittelerde (beziehungsweise Arda) als auch natürlicher Sprachen wie Englisch verwendet.
Tolkiens fiktiver Mythologie nach entwickelten sich die beiden Schriftsysteme unabhängig voneinander. Certar (Quenya, Sing. Certa) bzw. Cirth (Sindarin, Sing. Certh) werden beide mit „Runen“ übersetzt. Sie sind vom Prinzip und Aufbau her den nord- und westeuropäischen Runenschriften nachempfunden und bilden somit eine Alphabetschrift. Sie wurden von Tolkien z. B. im Buch Der Hobbit verwendet. Tengwar (Quenya, Sing. Tengwa) oder Tîw (Sindarin, Sing. Têw) bedeuten „Buchstaben“ und sind im Gegensatz zu den Certar eigene, von Tolkien entwickelte Zeichen. Sie tauchen u. a. im Herrn der Ringe im Ringspruch auf. Je nach Modus können die Tengwar entweder als reine Alphabetschrift oder – zusammen mit Tehtar (Quenya: „Zeichen“) genannten Vokalzeichen auftreten.

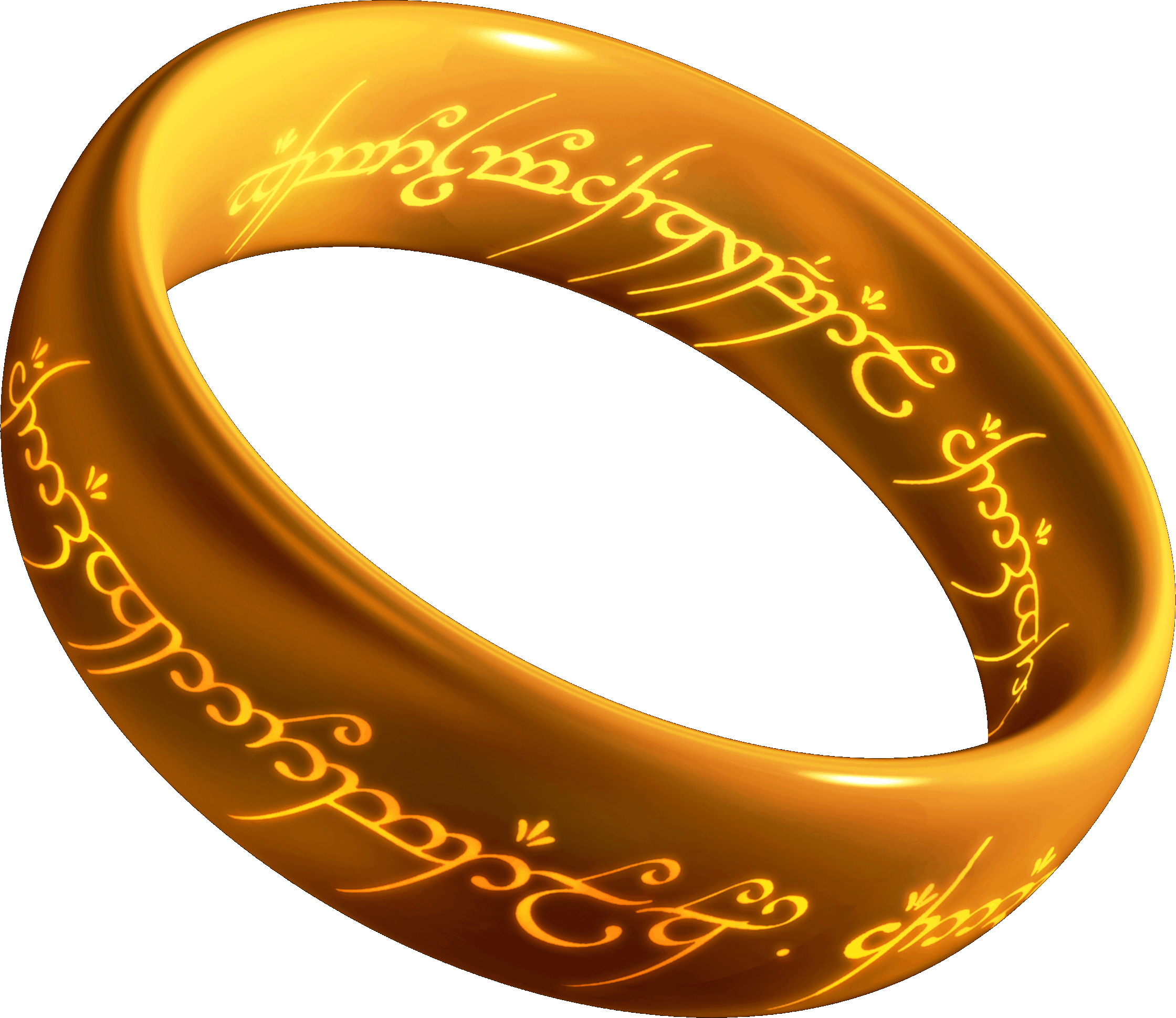
Tengwarinschrift auf dem Einen Ring

## Hintergrund
Tolkien war bemüht, seine fiktive Welt möglichst authentisch und realistisch zu gestalten und nahm sich die Entwicklung der irdischen Welt zur Vorlage. Es erschien ihm daher unabdingbar, dass neben den Völkern und der Mythologie auch Sprachen und Schriften in Mittelerde nicht einfach aus dem Nichts, sondern ebenfalls durch historische Entwicklungen entstanden sein müssten. Deshalb erdachte er eine Reihe von Schriften für die Bewohner seiner Welt, die sowohl einen Ursprung besaßen als auch eine stetige Weiterentwicklung erfuhren. Aus dem ältesten Schriftsystem, den auf Valinor erfundenen Sarati, gingen so zunächst die Tengwar hervor, die später als Grundlage für die Certar dienten.

## Tengwar
Ursprünglich sind alle im Dritten Zeitalter verwendeten Schriftzeichen und Buchstaben von den Eldar (Elben) erfunden worden. Zur Zeit des Ringkrieges waren sie zu einem vollständig entwickelten Alphabet geworden. Es wurden jedoch weiterhin die älteren Schreibweisen benutzt, bei denen ausschließlich die Konsonanten durch volle Schriftzeichen dargestellt werden. Die Tengwar sind weiche Schriftzeichen, die mit dem Pinsel oder einer Feder geschrieben werden können. Selten wurden, beispielsweise für Inschriften, abgewandelte eckige Formen verwendet.
Die Tengwar sind die älteren Schriftzeichen, die von den Noldor, dem erfindungsreichsten Volk der Eldar, lange vor ihrer Verbannung in Valinor entwickelt wurden. Die Vorgänger dieser Buchstaben sind die Sarati von Rúmil aus Tirion, die als Valinorische Schrift (englisch Valmaric) bezeichnet werden. Diese fand niemals in Mittelerde Verwendung. Feanor, der älteste Sohn Finwes und Erfinder der Silmaril, hatte die später davon abgeleiteten Feanórischen Tengwar entwickelt, wobei er viele eigene neue Buchstaben hinzugefügt hat. Nach ihrer Verbannung aus Valinor brachten die Noldor diese Schrift mit nach Mittelerde, so dass sie später von den Edain und den Númenórern übernommen wurde. Sie war ebenso weit verbreitet wie die Gemeinsame Sprache in Mittelerde.

### Rúmils Sarati
Rúmils Alphabet hat teilweise ähnliche Schriftzeichen wie die später von Feanor entwickelten, jedoch stehen sie nicht immer für denselben Laut, da sie für das Quenya entwickelt wurden. Als die erste Schrift von Mittelerde werden sie Sarati Rúmils genannt. Rúmil wollte als Chronist die Geschehnisse jener Zeit festhalten, so soll er es gewesen sein, der die Ainulindale niederschrieb. Wann genau diese Schrift entstand, ist nicht bekannt, sicher ist nur, dass es zu einer Zeit war, als die Elben in der Stadt Tirion im Lande Aman nahe dem als Valinor bezeichneten Wohnsitz der Valar lebten. Die so genannte Valinórischen Zeit oder das Zeitalter der Zwei Bäume gilt als Ursprung dieser Schriftzeichen. Rúmil war es, der als Erster passende Zeichen für die Aufzeichnung von Sprache und Gesang hervorbrachte. Die Noldor verwendeten diese in den späteren Zeitaltern nicht, sondern die weiterentwickelte und an das Sindarin angepasste Schrift Feanors. Die Schriftzeichen Rúmils wurden im Quenya immer als Sarati bezeichnet, was auf eine Sprachwurzel (SAR) zurückgeht, die kerben, ritzen bedeutet. Ein einzelnes Zeichen heißt Sarat. Tolkien selbst hat die Schrift manchmal als Die Tengwar des Rúmil bezeichnet, wobei das Wort Tengwar in Quenya Buchstaben bedeutet. Die ältesten Aufzeichnungen Tolkiens, die die Sarati Rúmils (es gibt mehr als ein Dutzend davon) wiedergeben, stammen aus dem Jahr 1919 und reichen bis in die Mitte der 20er Jahre. Danach hat er sich der Weiterentwicklung der Tengwar und Cirth gewidmet und es gibt nur noch vereinzelte kleine Textbeispiele, in denen er die Sarati benutzte.
Die Sarati wurden in den Inschriften ursprünglich von rechts beginnend geschrieben, wobei es vorkam, dass sie sich wie eine Schlangenlinie fortsetzten, also nicht am Zeilenende abgesetzt, sondern in der nächsten Zeile in umgekehrter Richtung weitergeführt wurden. Diese Art zu schreiben wird als Bustrophedon bezeichnet. In kursiver Form oder in Büchern wurden die Buchstaben hingegen von oben nach unten angeordnet. In der Buchform wurden die Buchstaben z. T. an eine Linie angelegt, wobei die Konsonanten rechts oder unterhalb und die Vokale links oder oberhalb davon standen. Die Konsonanten galten als vollwertige Schriftzeichen, während die Vokale als diakritische Zeichen angefügt wurden.
Als Weiterentwicklung oder Zwischenstufe zu den Tengwar wird die Valmarische oder Valinórische Schrift angesehen. Hier gibt es eine Vielzahl von Zeichen für Buchstabenkombinationen. Diese Schrift wurde bereits durchgängig von links nach rechts geschrieben.

### Feanors Tengwar

Die von Feanor weiterentwickelten Tengwarreihen des Dritten Zeitalters

Mit der Verbannung der Noldor aus Valinor kam die Schrift der so genannten Lichtelben nach Mittelerde. Diese erweiterte und veränderte Form der Schriftzeichen wurde als das Feanórische Alphabet bezeichnet, obwohl die Anordnung der Buchstaben nach dem Prinzip der ähnlichen Schreibung der Konsonanten erfolgte. Dieses System besteht aus 24 Primärbuchstaben, die in vier Spalten (témar) und sechs Zeilen (tyeller) angeordnet sind. Zusätzlich gibt es noch 12 weitere Buchstaben, von denen nur zwei (l = lambe und s = silme) als selbständige Konsonantenzeichen gelten, während die übrigen Modifikationen bestehender Zeichen darstellen. Daneben existieren so genannte tehtar (Zusatzzeichen), die nicht in der Tabelle erscheinen. Ein Primärbuchstabe wird aus einem telco (Stamm) und einem lúva (Bogen) gebildet. Dabei gelten die ersten vier Zeilen der Tabelle als die normale Form. Der telco konnte verlängert oder, wie in Zeile 5/6, verkürzt werden. Der Bogen wurde entweder offen oder durch einen waagerechten Strich (hwarma) geschlossen ausgeführt oder konnte verdoppelt werden.
Die erste Spalte wird als die Reihe der Dentallaute angesehen und entsprechend ihrem ersten Buchstaben tincotéma genannt. Die zweite steht für die Labiale und heißt parmatéma. Bei den Spalten drei und vier, calmatéma und quessetéma, ist die Zuordnung abhängig von der genutzten Sprache. Für das Quenya gibt es eine zusätzliche Spalte mit Palatallauten, die eine abgewandelte Form der tincotéma darstellt und zusätzlich zwei Punkte über oder unter dem Schriftzeichen aufweist, die einen j-Laut (y) anfügte. Diese wurde tyelpetéma genannt.
Die Zeilen folgen einem anderen Schema, so besteht die erste aus stimmlosen Verschlusslauten, die zweite mit doppeltem Bogen deutet auf eine Stimmhaftigkeit hin. Ein nach oben verlängerter Stamm gibt einen Reiblaut an. Die fünfte Zeile ist für gewöhnlich den Nasalen vorbehalten, während die sechste Zeile den schwächsten Laut oder einen Halbvokal enthält. Es handelt sich also um eine Lautschrift. Der Gebrauch war jedoch, je nach Sprache (Quenya, Sindarin, Westron…), manchmal abweichend.
Die Vokale werden häufig durch tehtar dargestellt. Diese Zeichen befinden sich für gewöhnlich oberhalb des Konsonantenzeichens. Im Sindarin wird das tehta auf den folgenden Konsonanten gesetzt, gibt es keinen, so wird ein kurzer Träger benutzt. Das ‘a’ wird durch drei Punkte dargestellt, die ein Dach bilden, ähnlich einem französischen Zirkumflex. Das ‘i’ besteht aus einem einfachen Punkt, ‘e’ gleicht einem Akut, ‘o’ und ‘u’ haben einen nach rechts oder links weisenden Bogen.

Tehtar für die Vokale
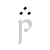
a
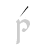
e
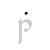
i
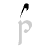
o
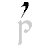
u
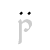
y

Es existieren unterschiedliche Schreibweisen, die sich aus dem Feanórischen Alphabet entwickelt haben. Die Schreibung von Beleriand hatte beispielsweise neben den tehtar eigenständige Vokalzeichen, ebenso wie die Schreibweise der Menschen von Númenor, bei denen jedoch ein durch tehta angezeigter Vokal dem Konsonanten folgte. Die Menschen in Gondor nutzten diese nur teilweise, bei aufeinander folgenden oder angehängten Vokalen, da bei ihnen das tehta auf dem Folgekonsonanten lag, der Vokal also vor dem Konsonanten gesprochen wurde. Ein identisch aussehendes Zeichen mit tehta wird je nach Sprachgebrauch also unterschiedlich ausgesprochen. Zusätzlich gibt es noch Zeichen für eine Lautverdopplung, die durch ein tildenartiges Zeichen, in Abhängigkeit von der Ausrichtung des telco (Stammes), ober- oder unterhalb des Konsonantenbogens angezeigt werden oder die Längung von Vokalen anzeigen.
Jedem Tengwa ist ein eigener Name, ein Wort in der Sprache Quenya zugeordnet, in dem dieses Zeichen vorkommt oder mit dem dieses Wort beginnt. Diese Bezeichnungen habe folgende Bedeutung.
| tincotéma                                | parmatéma                                    | calmatéma                                                   | quessetéma                                       |
| ---------------------------------------- | -------------------------------------------- | ----------------------------------------------------------- | ------------------------------------------------ |
| tinco (t) = Metall                       | parma (p) = Buch                             | calma (c, k, ch) = Lampe                                    | quesse (kw, qu, selten k) = Feder                |
| ando (nd im Quenya, sonst d) = Tor       | umbar (mb im Quenya, sonst b) = Schicksal    | anga (ng im Quenya, sonst g, selten j) = Eisen              | ungwe (ngw, gw, selten g) = Spinne               |
| thúle, súle (s, th) = Seele, Wind, Atem  | formen (f, ph) = Norden                      | harma (ch, h) = Schatz, Besitz                              | hwesta (hw, chw) = Brise, Windhauch              |
| anto (nt im Quenya, sonst oft dh) = Mund | ampa (mp im Quenya, sonst oft v) = Haken     | anca (nk) = Kiefer, Gebiss                                  | unque (nkw, nqu) = Vertiefung, Mulde             |
| númen (n, selten nn) = Westen            | malta (m) = Gold                             | ngoldo, noldo (ng, n) = ein Noldorelb                       | ngwalme, nwalme (ngw, nw) = Folter, Qual         |
| óre (r, selten n) = Herz, Gemüt          | vala (v, w, selten m) = Gott                 | anna (nn im Quenya, sonst selten j oder o) = Gabe, Geschenk | vilya (v, w) = Luft                              |
| Zusätzliche Zeichen                      |                                              |                                                             |                                                  |
| rómen (r) = Osten                        | arda (rd, rh) = Reich, Erde, Welt            | lambe (l) = Zunge, Sprache                                  | alda (ld, lh) = Baum                             |
| silme (s) = Sternenlicht, Silberschein   | silme nuquerna (s) = umgekehrtes Silberlicht | áre, áze (z, ts?, später ss) = Sonnenlicht, Goldschein      | áre, áze (esse) nuquerna = umgekehrtes Goldlicht |
| hyarmen (ch, h) = Süden                  | hwesta sindarinwa (w, hw) = sindarin hwesta  | yanta (y, i, j, selten e) = Brücke                          | úre (w, selten u) = Hitze, Glut                  |

## Certar
Die Certar oder Certhas (Runenreihen) sind erfunden worden, um Inschriften oder Laute des Sindarin einzuritzen oder zu kerben. Daher ihr Name, der sich vom Verb certa- ableitet, was kerben oder schneiden bedeutet. Die später unter der Bezeichnung Cirth bekannten Runen waren von den Sindarelben in Beleriand erfunden worden. Ihre Verwendung beschränkte sich zunächst darauf, Namen und kurze Aufzeichnungen in Holz, Metall oder Stein zu kerben. Daher weisen sie gerade oder rechtwinklige Formen auf, die den Runenzeichen des Futhark sehr ähnlich sind. Sie unterscheiden sich nur geringfügig von diesen, so ist beispielsweise ihre Buchstabenzuordnung durch Tolkien verändert und erweitert worden. In ihrer ältesten Form breiteten sich die Cirth bereits im Zweiten Zeitalter weit nach Osten aus. Viele Völker Mittelerdes kannten sie, sowohl Menschen, als auch Zwerge oder Orks. Die Menschen aus Thal und das Volk der Rohirrim behielten eine recht einfache Form dieser Zeichen bei.

### Runenschrift im Hobbit

G-Rune Gandalfs

Im Buch "Der Hobbit" verwendete Tolkien ein Schriftsystem, das leicht abgewandelt auf den Runen des Futhorc basiert. Diese Schrift ist in der englischen Ausgabe auf der Karte des Erebor abgebildet. Da sie nur in einer dafür vorherbestimmten Nacht bei Mondschein sichtbar werden, werden die Runen manchmal auch als Mondrunen bezeichnet: Der Geschichte zufolge erscheinen die zusätzlichen Geheimrunen auf der Karte erst im Licht eines Mondes, der mit der Mondphase jener Nacht übereinstimmt, an der der Zwergenkönig sie einst niederschrieb. Von diesen Zwergenrunen unterscheiden sich die Angertas deutlich. Obwohl sie ebenfalls in Form und Aussehen den germanischen Runen ähneln, stellen sie dennoch ein unabhängiges Schriftsystem dar, das Tolkien eigens für die Mittelerde-Mythologie und die Bedürfnisse einiger von ihm erschaffenen Sprachen entwarf.

### Cirth
Die Cirth besitzen ähnlich wie die Tengwar einen Stamm, haben anstelle des Bogens jedoch einen eher einfachen Zweig, der meistens rechts angeordnet ist. Hierbei steht ein einzelner Zweig für einen stimmlosen Konsonanten, eine Verdopplung lässt ihn stimmhaft werden. Die Anordnung auf der linken Seite steht für einen Reiblaut (Frikativ) oder einen Hauchlaut (Spirant). Besitzt das Zeichen identische Zweige in beide Richtungen, so handelt es sich um einen Nasal. Dieses Runenalphabet ist wahrscheinlich, so nimmt Rudolf Simek an, erst nach der Fertigstellung des Hobbit von Tolkien entwickelt worden.
In Beleriand veränderten sich diese jedoch vor dem Ende des Ersten Zeitalters durch die dort gleichzeitig genutzten Tengwar der Noldor, so dass sie sich weiterentwickelten. Dieses erweiterte Alphabet wurde Angerthas Daeron (Langrunenreihe von Daeron) genannt, weil dieser sie gestaltet und erweitert hatte. Daeron war ein Sänger und Schriftkundiger des Königs Thingol aus Doriath. Die Elben bevorzugten jedoch die feanórischen Buchstaben für ihre Aufzeichnungen. In den westlichen Gebieten wurden die Angerthas Daeron teilweise ganz aufgegeben. In Eregion blieb dieses Alphabet hingegen gebräuchlich, wurde weiterentwickelt und gelangte so zu den Zwergen nach Moria. Diese behielten es, und mit ihnen gelangte es weit hinauf in den Norden bis nach Thal oder zum Erebor. In späterer Zeit nannte man sie daher Angerthas Moria, die Langrunen-Reihen von Moria oder einfach Zwergenrunen. Für ihre eigene Sprache, das Khuzdul, entwickelten sie diese Schriftzeichen entsprechend weiter.

„[…] zwar sehen die Zeichen aus wie Runen, manche von ihnen sind auch mit wirklichen Runen identisch, aber etliche Zeichen haben nur ein «pseudo-runisches» Aussehen und in Wirklichkeit nichts mit richtigen Runen zu tun. Hier hat Tolkien eigentlich ein neues Zeichensystem geschaffen, das mit der Kenntnis der altenglischen Runen allein nicht mehr zu entziffern ist.“

Runen – Cirth – Angerthas
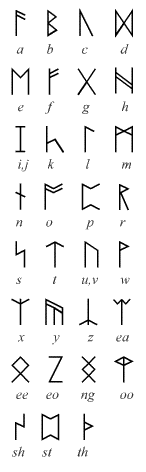
Runen des Hobbit
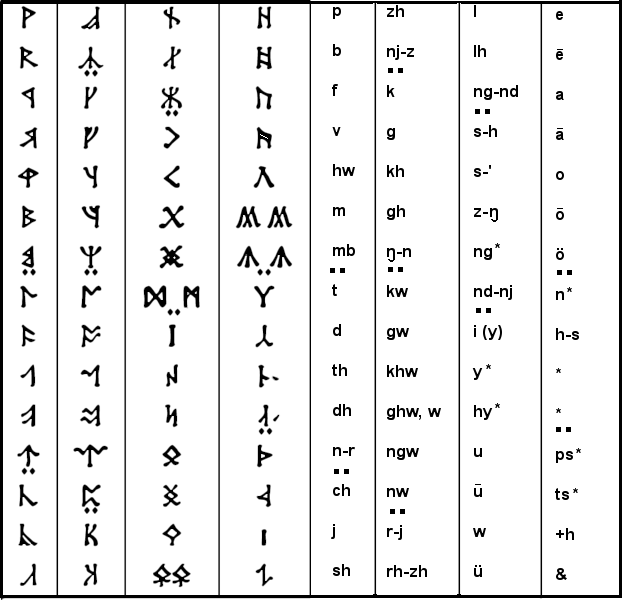
Das vollständige Angerthas
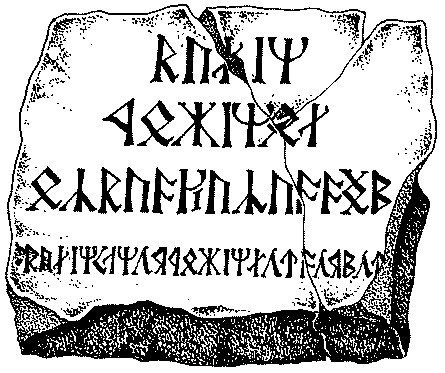
Balins Grabplatte in Moria

### Angerthas – Langrunenreihen
Angerthas Daeron

Zusammenfassende Darstellung der Cirth in allen drei Zeitaltern

Die Angerthas Daeron sind in mehrere Reihen oder Spalten unterteilt, die Trennung ist in der Abbildung (das vollständige Angerthas) durch zwei nebeneinander liegende Punkte gekennzeichnet. Diese Runen Daerons entsprechen den ursprünglichen Schriftzeichen, die in Eregion von den Elben verwendet wurden. Da sie sich jedoch leicht auf andere Sprachen ableiten ließen, verbreiteten sie sich schnell bei den Menschen, besonders im Westron oder bei den Hobbits, die sie für ihre Stammbäume nutzten. Die G-Rune, die von Gandalf als Erkennungszeichen benutzt wurde, entstammt diesem Alphabet.
Angerthas Moria
Die Runen von Moria stehen sowohl auf Balins Grabplatte, als auch im Buch von Mazarbul im Innern der Zwergengrotte. Hier finden sich ebenso Aufzeichnungen in der leicht abgewandelten Form der Schreibweise vom Erebor. Diese hatten zusätzliche Zeichen für Diphthonge und neu hinzugefügte Konsonantenkombinationen ‘ps’ und ‘ts’.